# Doli
Doli falu Horvátországban, Dubrovnik-Neretva megyében. Közigazgatásilag Dubrovačko primorje községhez tartozik.

## Fekvése
A Dubrovnik városától légvonalban 30, közúton 44 km-re, községközpontjától légvonalban 8, közúton 10 km-re északnyugatra a tengermelléken, a Koločepi-csatorna partján, az azonos nevű öböl  felett, a 8-as számú főút mentén Ston és Slano között fekszik. Partmenti területe a Doli-öböltől a Stoni-csatornában fekvő Kuti-öbölig terjed. Főbb településrészei Butori, Doli, Glunčići, Grgovići, Na moru, Ogreste és Petrovići, magában foglalva a korábban önálló Đonta Doli települést Đonta Doli, Kobile, Konjusi és Zabrežje nevű településrészeivel. A Doli-öbölben fekvő kikötőjét 2,5-3 méteres mélységű falazott kikötői gát védi a viharoktól. Korábban hajójárat kötötte össze Stonnal, Slanóval és Dubrovnikkal, a gruži kikötővel is.

## Története
Az itt található régészeti leletek tanúsága szerint Doli területe már az őskorban lakott volt. A Stoni-csatorna bejáratánál fekvő Domaglina-öbölben fekvő barlangban az ősember lakóhelyének maradványai kerültek elő és hasonló leletek várhatók a Đonta do-barlang jövőbeni régészeti feltárásától is. Az itt élt első ismert nép az illírek voltak, akik az i. e. 2. évezredtől fogva éltek itt magaslatokon épített erődített településeken és kövekből rakott halomsírokba temetkeztek. Doli területén illír erődített települések maradványai találhatók a Zapadna és az Istočna Gradinán, valamint a Gradac nevű magaslaton. Halomsírjaikból több mint egy tucat található a település határában is. Az illírek i. e. 35-ig uralták a térséget, amikor Octavianus hadai végső győzelmet arattak felettük. A Nyugatrómai Birodalom bukása után 493-tól a keleti gótok uralták a területet. 535-ben Dalmáciával együtt a Bizánci Császárság uralma alá került. A horvátok ősei a 7. században érkeztek Dalmáciába és csakhamar megalapították első településeiket. Ezek elsőként a termékeny mező melletti, ivóvízzel rendelkező helyeken alakultak ki. A Dubrovniki tengermellék hét plébániájával Zahumljéhez tartozott, a zsupán az északnyugatra fekvő Ošljéban székelt egészen az 1241-ben bekövetkezett tatárjárásig. Ezután a zsupán az innen délkeletre fekvő Slanóba települt át és ez a település lett az egész Dubrovniki tengermellék központja. 1399-ben a Dubrovniki tengermellékkel együtt Doli területe is a Raguzai Köztársaság része lett, amely megvásárolta Ostoja bosnyák királytól. A települést a 15. században említi először írásos forrás.
A Raguzai Köztársaság bukása után 1806-ban Dalmáciával együtt ez a térség is a köztársaságot legyőző franciák uralma alá került, de Napóleon bukása után 1815-ben a berlini kongresszus Dalmáciával együtt a Habsburgoknak ítélte. A településnek 1857-ben 448, 1910-ben 507 lakosa volt. 1918-ban az új szerb-horvát-szlovén állam, majd később Jugoszlávia része lett. Fejlődésére jótékonyan hatott az Adria-parti főút megépítése 1965-ben, mely immár közúton is összekötötte a régebben inkább hajóval megközelíthető nagyobb településekkel Slanóval és Dubrovnikkal. 1996-ban földrengés okozott súlyos károkat. 1997-ben megalakult Dubrovačko primorje község, melynek Doli is része lett. A településnek 2011-ben 189 lakosa volt, akik főként mezőgazdaságból, halászatból és a turizmusból éltek. Egyházilag a zaton doli plébániához tartoztak.

## Népesség
| Lakosság változása | Lakosság változása | Lakosság változása | Lakosság változása | Lakosság változása | Lakosság változása | Lakosság változása | Lakosság változása | Lakosság változása | Lakosság változása | Lakosság változása | Lakosság változása | Lakosság változása | Lakosság változása | Lakosság változása | Lakosság változása |
| ------------------ | ------------------ | ------------------ | ------------------ | ------------------ | ------------------ | ------------------ | ------------------ | ------------------ | ------------------ | ------------------ | ------------------ | ------------------ | ------------------ | ------------------ | ------------------ |
| 1857               | 1869               | 1880               | 1890               | 1900               | 1910               | 1921               | 1931               | 1948               | 1953               | 1961               | 1971               | 1981               | 1991               | 2001               | 2011               |
| 448                | 441                | 434                | 462                | 510                | 507                | 495                | 478                | 518                | 523                | 488                | 367                | 299                | 253                | 207                | 189                |

## Nevezetességei
- A Nagyboldogasszony tiszteletére szentelt temploma a đonta doli településrészen áll. A templom a 15. században épült, 1671-ben említik először, 1880-ban , 1986-ban és 1997-ben megújították. Mellette régi sírkövek találhatók.
- A település déli részén egy négyszögletes torony áll, mely a Milić család erődített nyaraló-gazdasági épületegyütteséhez tartozott.[4] Az épületegyüttes gazdasági épületből (malom), toronyból és magas kőfallal körülvett udvarból áll. A gazdasági épület egyszintes, hossztengely mentén kelet-nyugati irányú, nyeregtetős ház. A torony háromszintes négyzet alaprajzú, sátortetős. A komplexum a 16. és 17. század fordulóján épült és szép példája egy korabeli erődített és zárt lakó-gazdasági épületkomplexumnak.
- Nehaj várának romjai.
- Gradac várának maradványai
- Két ókori erődített település a Zapadna és Istočna Gradina maradványai a közelükben halomsírokkal.
- Határában több mint egy tucat ókori halomsír található.
- Barlang a Domaglina-öbölben őskori leletekkel.
- Đonta do-barlang potenciális őskori lelőhely.

## Gazdaság
A helyi gazdaság alapját a mezőgazdaság, a szőlőtermesztés, az állattenyésztés, a vendéglátás, az tengeri és közúti áruszállítás képezi. Korábban a Na moru településrészen kagylófeldolgozó üzem is működött, de ma már nem üzemel.